# 槓子寮山

槓子寮山，位於基隆市中正區、信義區交界處，大約在國立臺灣海洋大學的南側，海拔163公尺，屬於加里山山脈之深澳山地，山頂有二等三角點基石，編號1168，為台灣小百岳之一。槓子寮山峰頂視野不佳，附近有槓子寮砲台古蹟，視野較佳。 
攀登槓子寮山的主要路徑有二：
- 自西南側立德路入山：可開車由祥豐街轉立德路，經過基隆市私立二信高級中學後，循山路蜿蜒上山到登山口下車。由登山口步行只需十餘分鐘即可登頂。
- 自北側海洋大學沿「龍崗步道」入山：海洋大學男一舍左右各有東線與西線步道，會合後續南行即可至慈善路叉路。由此往西可登槓子寮山；往東則可前往槓子寮砲台。

龍崗步道為近來基隆市政府積極開發的一條步道，全長約二公里，具有自然、觀景、健行、賞蝶等多種休憩功能。龍崗步道也是賞螢的最佳地點，每當夏季傍晚時分，步道四周散佈著螢火蟲，極具浪漫詩意。